# Lu Suyan
Lu Suyan (em chinês:  魯 素艷; nascida em 29 de maio de 1965) é uma ex-ciclista olímpica chinesa. Suyan representou o seu país durante os Jogos Olímpicos de Verão de 1984, na edição de 1988 e nos Jogos Asiáticos de 1990.